# Testimone misterioso
Testimone misterioso (Sans répit) è un film del 2022 diretto da Régis Blondeau.

## Trama
Un poliziotto corrotto cerca in tutti i modi di insabbiare le prove di un incidente, ma la sua vita verrà messa alla prova da un testimone misterioso che lo minaccerà di rivelare quello che sa.

## Distribuzione
Il film è stato distribuito sulla piattaforma Netflix a partire dal 25 febbraio 2022.